# Державний архів Запорізької області

## Історія
- Запорізьке окружне архівне управління (1925–1930)
- Місцеве архівне управління (1930–1932)
- Запорізький державний історичний архів (1932–1941)
- Державний архів Запорізької області (1941–1958)
- Запорізький обласний державний архів (1958–1980)
- Державний архів Запорізької області (з 1980 р.)

## Фонди
- 7570 фондів, 1817141 справи, 1777–2000 рр.,
- 4582 од. зб. науково-технічної документації, 1945, 1947–1989 рр.,
- 419 од. зб. кінодокументів, 1961–1990 рр.,
- 43790 од. зб. фотодокументів, 1900–1999 рр.,
- 630 од.зб. фонодокументів, 1960–1990 рр.

## XVIIIст.— 1995 р
Архів зберігає документи підприємств, організацій, установ м. Запоріжжя (до 1921 р. — м. Олександрівськ) і Запорізького повіту, губернії, округу, області.
З періоду кінця XVIII — початку XX ст. слід виділити фонди органів місцевого самоуправління: Олександрівської міської ратуші, Олександрівського міського спрощеного громадського управління, Олександрівської міської думи і управи, волосних і сільських управлінь, Олександрівської повітової земської управи.
В архіві зберігаються фонди фінансових установ, промислових підприємств міста і повіту: Олександрівського повітового казначейства, фабричного інспектора, заводів чавуноливарного виробництва, сільськогосподарських машин і знарядь промислових товариств «Лепп і Вальман», «Копп», Я. Ф. Пшеничного, Б. В. Ремпеля та ін.
Документи землеустрою повітів, які увійшли до складу Олександрівської губернії, відкладалися у фондах повітових землемірів і комісій по землеустрою.
Установи народної освіти представлені фондами міських училищ і гімназій.
Історія релігії відображена у фондах установ релігійного культу.
Більшість документів архіву зосереджено у фондах радянського періоду — органах місцевої влади і управління: ревкомів, комітетів незаможних селян, виконкомів місцевих Рад.
В архіві зберігаються документи робітничо-селянської міліції за 1920–1930 рр., прокуратури Запорізької області, місцевих органів народного контролю.
Розвиток фінансової системи можна прослідкувати за документами фондів фінансових відділів місцевих виконкомів; планування і статистики — за фондами губернських і повітових економічних нарад, місцевих планових комісій і статистичних бюро.
Стан промисловості характеризують фонди управлінь основних галузей народного господарства області, фонди промислових підприємств, таких як: «Запоріжсталь», «Дніпроспецсталь», « Коксохімзавод», «Кремнійполімер», «Комунар» та ін.
Документація установ культури, науки, народної освіти, охорони здоров'я представлена фондами їх місцевих управлінь, науково-дослідних, проектно-конструкторських і навчальних інститутів, технікумів, Запорізького музично-драматичного театру ім. Щорса, обласного будинку народної творчості, обласних і центральних районних лікарень, інститутів підвищення кваліфікації лікарів і вчителів.
В архіві зосереджена невелика кількість особових фондів видатних діячів науки, культури, політичних діячів Запорізької області, таких як: народні артисти СРСР В. Г. Грипич, К. І. Параконьєв, краєзнавці Я. П. Новицький, В. Г. Фоменко, заслужений лікар УРСР С. І. Лиходід, колишній помічник комісара в партизанському з'єднанні С. А. Ковпака М. В. Андросов..
Серед колекцій слід виділити спогади громадян з історії міст і сіл Запорізької області, про діяльність партизанських груп на Мелітопольщині, звільнення території області від нацистських окупантів.
На державне зберігання передані документи колишнього партархіву області — фонди партійних і комсомольських організацій установ та підприємств області.

## Науково-довідковий апарат

### Описи
- 12371

### Каталоги
- систематичний;
- предметно-тематичний;
- іменний;
- географічний;
- систематичний до кінофотофонодокументів;
- іменний до кінофотофонодокументів;
- 193 фф., 132867 спр. тематично опрацьовано, складено 387699 тем. карток

### Картотеки
- ф. Р-1335 Відділ нагород Запорізького облвиконкому — іменна (громадяни, які нагороджені орденами і медалями);
- ф. Р-5747 Управління Служби безпеки України по Запорізькій області) — іменна (фільтраційні справи репатріантів);
- позасудові справи репресованих громадян — іменна

### Огляди
Тематичні:
- архівні фонди волосних та сільських управлінь як джерело вивчення історії Запорізького краю;
- болгарське населення Приазов'я у 1920–1930 рр.;
- греки Півдня України на початку XX ст. — характеристика джерел Державного архіву Запорізької області;
- документи волосних і сільських ревкомів, що були приєднані до фондів відповідних волосних і сільських виконкомів;
- документи Державного архіву Запорізької області з історії вільного козацтва в Україні;
- документи Державного архіву Запорізької області про Н. Махна та махновський рух;
- документи Держархіву Запорізької області з історії Української автокефальної церкви 1917–1930 рр.;
- документи про розвиток телефонної мережі в Запорізькій області;
- документи релігійних установ із фондів Державного архіву Запорізької області;
- з історії ревкомів по фондах філіалу Державного архіву Запорізької області в м. Мелітополі;
- історія соцзмагання і руху за комуністичну працю на підприємствах чорної металургії

Фондові:
- ф. 12 Олександрівське повітове казначейство;
- ф. 32 Фабричний інспектор третьої дільниці Катеринославської губернії;
- ф. 250 Бердянське зразкове степове лісництво;
- ф. Р-2 Запорізький губвиконком;
- ф. Р-56 Бердянське повітове відділення робітничо-селянської інспекції;
- ф. Р-58 Мелітопольський повітовий відділ РСІ;
- ф. Р-2541 Будівельно-монтажне управління «Запоріжбуд»;
- ф. Р-2549 Запорізький раднаргосп;
- ф. Р-5760 Краєзнавець М. П. Киценко

Автоматизовані бази даних
- Довідник по фондах архіву — 5187 записів, 5187 опрацьованих фондів;
- Несудові справи репресованих громадян — 15250 записів, 11077 опрацьованих справ;
- У складі Центрального фондового каталогу — 5000 записів
- Науково-довідкова бібліотека
- 12125 книг і брошур

## XIXст.— 1997 рр
Науково-довідкова бібліотека архіву зберігає видання суспільно-політичного, краєзнавчого і довідково-енциклопедичного характеру, центральну та місцеву періодику за 1903–1997 рр.